# Fahri Işık
Fahri Işık (Malatya, 27 oktober 1944) is een Turkse archeoloog.
Işık is getrouwd met Havva İşkan Işık, met wie hij een in Turkije vooraanstaand archeologisch echtpaar vormt. Beiden zijn pionier in de ontwikkeling van de archeologische sector in Turkije en vergaarden ze vooral bekendheid met hun archeologische graaf- en restauratiewerkzaamheden in Patara, die onder zijn leiding in 1987 begonnen waren.
Işık is expert op het gebied van Anatolische sarcofagen en Lycië bij de Duitse en Oostenrijkse Archeologische Instituten en heeft zich toegelegd op de oude Anatolische beschavingen en de oorsprong van de westerse beschaving, met name de Ionische kunst, die door kolonisatie aan de Egeïsche kust ontstaan is.

## Levensloop

### Jeugd en opleiding
Fahri Işık is op 27 oktober 1944 in Malatya geboren en getogen. Hij rondde de middelbare school af in 1960. Naar eigen zeggen wilde hij aanvankelijk piloot worden vanwege de 'vrijheid' die ermee gepaard zou gaan. Hij slaagde voor het examen van de luchtmachtacademie, maar zou te horen gekregen hebben dat hij vanwege kleurenblindheid niet kon vliegen. Hij koos toen voor de archeologie met de gedachte dat "als er geen vrijheid in de lucht is, zal er wel vrijheid op de grond zijn." Zijn eerste contact met de archeologie was in 1961 in zijn geboorteplaats, toen hij er de archeologische graafwerkzaamheden op de Şaban Dede heuvel aldaar volgde. Hij ging naar de Faculteit Taal, Geschiedenis en Geografie, Klassieke Archeologie aan Universiteit van Ankara, waar hij in 1965 afstudeerde. Hij promoveerde in 1973 aan het Archeologisch Instituut van de Friedrich-Wilhelm Universiteit in Bonn.

### Academische carrière
Işık begon als assistent aan de Faculteit van Kunsten en Wetenschappen, van Atatürk Universiteit, alwaar hij in 1973 de afdeling Archeologie oprichtte. Hij werd er in 1976 associate professor. In die periode werd hij hoofd van de afdeling Archeologie. Vanaf 1978 was hij er hoofd van de afdeling Archeologie en Kunstgeschiedenis. In 1983 werd hij professor.
In 1986 werd hij tevens hoofd van de afdeling Beginselen van Atatürk, een post dat hij twee jaar zou aanhouden. In 1990 richtte hij de afdeling Archeologie van de Universiteit van Akdeniz op en in 1992 het Onderzoekscentrum voor Lycische Beschavingen.
Hierna pionierde Işık bij de oprichting van de afdeling Archeologie aan de Mehmet Akif Ersoy Universiteit in Burdur.

### Patara
Fahri Işık deed zijn eerste aanvraag voor een vergunning tot archeologisch onderzoek in Patara in 1981. De eerste aanvraag werd echter afgewezen en uiteindelijk begonnen de archeologische opgravingen in Patara in 1988. Deze werden tot 2008 door Işık geleid. Hierna nam Havva İşkan Işık de leiding over.

## Publicaties
- Die Koroplastik von Theangela in Karien und ihre Beziehungen zu Ostionien zwischen 560 und 270 v.Chr. (1980), Die offenen Felsheiligtümer Urartus und ihre Beziehungen zu denen der Hethiter und Phryger (1995)

- (tr) Doğa Ana Kubaba-Tanrıçaların Egede Buluşması (met Suna - İnan Kıraç, 1999)
- (tr) Uygarlık Anadolu'dan Doğdu (2019)

- (en) Patara-The History and Ruins of the Capital City of Lycian League (2000)

- (en) Miliarium Lyciae-Patara Yol Kılavuz Anıtı / Das Wegweisermonument von Patara (met H. İskan en N. Çevik, 2001)